# Wincenty Klemens Zbroński
Wincenty Klemens Zbroński, także Klemens Zbroński (ur. 23 listopada 1949 w Łasku, zm. 16 maja 2021) – technik dendrolog, działacz opozycji antykomunistycznej.

## Życiorys
Był sąsiadem Witolda Sułkowskiego, zamieszkując przy ul. Uniwersyteckiej 42/44. Dzięki tej znajomości zaangażował się w czytanie i organizowanie druku publikacji „drugiego obiegu” – dostarczanie: papieru, matryc i farb dla działaczy opozycyjnych. W stanie wojennym był współwydawcą „Solidarności z Gdańskiem” i „Solidarności Walczącej”. Został aresztowany 20 lutego 1982, wraz z Jerzym Dłużniewskim, Wojciechem Słodkowskim i Ewą Błaszczyk, a następnie skazany na podstawie Dekretu o Stanie Wojennym przez Pomorski Okręgowy Sąd Wojskowy w Bydgoszczy na 1,5 roku więzienia. Ostatecznie odsiedział 15 miesięcy w Areszcie Śledczym w Łodzi i zakładach karnych w Inowrocławiu i Potulicach.
Po wyjściu na wolność udostępniał swoje mieszkanie na przechowywanie bibuły i pieniędzy związkowych oraz goszczenie działaczy z Polski i zagranicy. Organizował transport, kolportaż, a także zjazd Tymczasowej Komisji Koordynacyjnej NSZZ „Solidarność” w Łodzi. Ponadto ze Stefanem Ignaczekiem produkował metalowe odznaki, będące symbolem oporu wobec PRL. Podlegał inwigilacji przez Służbę Bezpieczeństwa, był rewidowany, przesłuchiwany i straszony zwolnieniem pracy i ostatecznie został zwolniony ze stanowiska kierowniczego w Lidze Ochrony Przyrody. Współpracował z Komitetem Obrony Robotników i z wieloma opozycjonistami, m.in. z jednym z liderów Solidarności w Łodzi – Jerzym Dłużniewskim. Po 1989 roku wycofał się z życia politycznego.
W 1985 założył wraz z Markiem Kubackim, firmę „Chirurgia drzew M. Kubacki, W.K. Zbroński”, świadczącą usługi ogrodnicze i chirurgii drzew. Był członkiem założycielem Polskiego Towarzystwa Chirurgów Drzew (w 1991).

### Życie prywatne
Był synem Jana Zbrońskiego (zm. 1988). Miał żonę – Władysławę i syna – Jana (ur. 1972). Został pochowany na cmentarzu komunalnym Zarzew w Łodzi (kwatera: IX, rząd: 3, grób: 3).

## Odznaczenia
- Złoty Krzyż Zasługi (2006) za zasługi w działalności na rzecz przemian demokratycznych w Polsce[10]
- Krzyż Oficerski Orderu Odrodzenia Polski (2008) za wybitne zasługi w działalności na rzecz przemian demokratycznych w Polsce, za osiągnięcia w podejmowanej z pożytkiem dla kraju pracy zawodowej i społecznej[3][11],
- Krzyż Wolności i Solidarności (2015)[7],
- Srebrna Honorowa Odznaka Polskiego Towarzystwa Chirurgów Drzew – NOT[12].